# Nowogród Bobrzański (stacja kolejowa)
Nowogród Bobrzański – stacja kolejowa w Nowogrodzie Bobrzańskim, w województwie lubuskim, w Polsce.

## Wymiana pasażerska
| Rok  | Wymiana pasażerska na dobę |
| ---- | -------------------------- |
| 2017 | 0-9                        |
| 2023 | 50-99                      |